# (9789) 1995 GO7
A (9789) 1995 GO7 a Naprendszer kisbolygóövében található aszteroida. Ueda Szeidzsi, Kaneda Hirosi fedezte fel 1995. április 4-én.